# الکساندر هلداکی
الکساندر هلداکی (اوکراینی: Олександр Миколайович Гладкий؛ زادهٔ ۲۴ اوت ۱۹۸۷) بازیکن فوتبال اهل اوکراین است.
از باشگاه‌هایی که در آن بازی کرده‌است می‌توان به باشگاه فوتبال دنیپرو، باشگاه فوتبال متالیست خارکوف، باشگاه فوتبال شاختار دونتسک، و باشگاه فوتبال کارپاتی لووف،و باشگاه فوتبال دینامو کیف اشاره کرد.
وی همچنین در تیم‌های ملی فوتبال Ukraine U-21 و اوکراین بازی کرده‌است.